# Silivri
Silivri és el centre del districte Silivri de la província d'Istanbul, situada a la costa de la mar de Màrmara a la part europea d'Istanbul, uns 80 km a l'oest del centre d'Istanbul.

## Història
Selímbria (Selymbria, Σηλυβρίη,) fou una ciutat de Tràcia, colònia de Mègara a la Propòntida, a uns 30 km a l'est de Perint i a 60 km a l'oest de Bizanci. A la ciutat començava la muralla construïda per Anastasi I Dicor que defensava Constantinoble que anava fins a l'Euxi (a Escil·les). El seu nom volia dir 'Ciutat de Selis' i se suposa que Selis fou el fundador de la ciutat, que fou fundada com a colònia de Mègara. En temps de l'emperador Arcadi (377-408) el seu nom va ser canviat a Eudoxiòpolis, en honor de l'emperadriu Eudòxia.
Fou lloc de naixement de Pròdic de Queos, deixeble d'Hipòcrates. A aquesta ciutat Xenofont es va trobar amb Medosades, enviat del rei odrisi Seutes II. El 410 aC la ciutat va refusar admetre a les forces atenenques dirigides per Alcibíades, però va pagar un tribut a canvi de ser deixada en pau. Alcibíades es va apoderar poc després de la ciutat mercès a la traïció d'alguns dels seus habitants, i hi va deixar una guarnició.
El 351 aC és esmentada com a aliada atenenca. Filip de Macedònia la va assetjar el 343 aC segons un document del que l'autenticitat és dubtosa.
Sota domini romà i després romà d'Orient, va passar als búlgars el 805 però els romans d'Orient la van recuperar ràpidament.
L'emperador Miquel III (839 - 867) hi va construir una fortalesa (les ruïnes encara existeixen).
El 1346 el soldà Orhan I es va casar amb Teodora, filla de Joan VI Cantacuzè a Selímbria. La ciutat no va caure en mans dels otomans fins després de la conquesta de Constantinoble (1453).
A la guerra dels Balcans la ciutat fou ocupada pels búlgars el 16 de novembre de 1912, ocupació que va durar fins al 30 de maig de 1913.
El 20 de juliol de 1920 fou ocupada pels grecs i quan la van evacuar fou entregada als italians (22 d'octubre de 1922) retornant als turcs l'1 de novembre de 1922.